# Années 2000
 (janvier 2010).
Si vous disposez d'ouvrages ou d'articles de référence ou si vous connaissez des sites web de qualité traitant du thème abordé ici, merci de compléter l'article en donnant les références utiles à sa vérifiabilité et en les liant à la section « Notes et références ».
 (janvier 2022).
- Si vous ne connaissez pas le sujet, laissez ce bandeau (vous pouvez alors contacter les auteurs).
- Si vous supprimez le contenu mis en cause (vous pouvez préalablement contacter les auteurs),

argumentez précisément cette suppression dans la page de discussion
(un manque de référence n'est pas un argument ; une recherche réelle de référence doit avoir été effectuée, être formellement documentée).
 (janvier 2024).
Les années 2000 couvrent la période du 1er janvier 2000 au 31 décembre 2009. Elles appartiennent au XXIe siècle, sauf 2000 qui est la dernière année du XXe siècle. Cette décennie a été dominée par plusieurs enjeux majeurs, dont le commerce international, les préoccupations autour des ressources énergétiques et du réchauffement climatique, l'explosion du domaine des télécommunications, le terrorisme et une escalade des problématiques sociales des années 1990.
Sur le plan économique, les développements ont beaucoup tourné autour de l'explosion de la puissance économique et du potentiel politique de l'Asie, avec la Chine qui a connu une croissance économique phénoménale, devenant une puissance mondiale et un immense marché d'un milliard d'habitants. L'Inde, comme d'autres pays en développement, a vu son économie croître de façon très importante et s'ajuster à celle des pays développés. Une tendance liant des éléments politiques et économiques est la demande grandissante pour les combustibles fossiles, qui a elle-même créé deux sous-tendances : une hausse importante du prix des produits pétroliers, et une tentative des gouvernements et des entreprises de favoriser le développement de technologies vertes. La dérégulation financière a continué toute la décennie, avec le développement risqué de la titrisation de produits financiers et l'explosion des subprimes. La fin de la décennie est marquée par une crise financière mondiale suivie d'une crise économique mondiale.
Les avancées technologiques des années 2000 sont majeures, particulièrement dans le domaine des biens de consommation électroniques : développement rapide de la puissance et des fonctionnalités des téléphones portables, adoption généralisée d'Internet, des téléphones portables, des caméras numériques et de divers appareils portables de stockage de données. Avec la téléphonie sans fil, le courriel est devenu aux yeux de la majorité une nécessité plutôt qu'un luxe. À l'époque, les téléphones portables ne pouvaient donc pas télécharger de musiques, prendre des photos/vidéos ou autres, ils pouvaient uniquement appeler ou envoyer des messages. Pour écouter des musiques, il faut alors utiliser le Walkman, ou pour prendre des photos/vidéos, un appareil photographique ou un caméscope. Le développement et la création de sites web et des réseaux sociaux comme Twitter, Facebook et Myspace a aussi permis aux gens de rester en contact avec parents, amis et collègues où qu'ils soient sur la planète ; ces sites ne se sont popularisés qu'à la fin des années 2000. Le réseau social le plus fréquenté était Windows Live Messenger. YouTube permet de visionner des vidéos en ligne. L'utilisation d'Internet à des fins commerciales s'est aussi popularisée, remplaçant plusieurs façons traditionnelles de se procurer des produits et services.
Beaucoup des principaux événements politiques des années 2000 ont tourné autour de la guerre contre le terrorisme, déclenchée à la suite des attentats du 11 septembre 2001. Ces questions ont monopolisé l'opinion publique, suscitant de profonds débats. La guerre d'Afghanistan débute en octobre 2001, et entraine un conflit au Nord-Ouest du Pakistan, qui s'intensifie à la fin de la décennie. La guerre d'Irak, lancée en 2003, a généré la controverse partout sur Terre, plusieurs doutant des motivations réelles des États-Unis dans le déclenchement de cette invasion. Cette guerre, de même que le conflit israélo-libanais de 2006 et la guerre de Gaza de 2008-2009, ont aggravé les tensions au Moyen-Orient. La Corée du Nord a créé une crise nucléaire en se retirant du traité sur la non-prolifération des armes nucléaires et en menant à bien des essais nucléaires.
Parmi les enjeux sociaux, notons le mariage homosexuel (qui a été légalisé dans plusieurs pays occidentaux, dont le Canada, les Pays-Bas, la Belgique et l'Espagne), ainsi que l'égalité des sexes, les droits de l'homme et les soins de santé.

## Événements majeurs

### Guerres et conflits
Cette décennie est considérée comme la décennie la moins violente depuis les années 1840 avec moins d'un million de tués dus à la violence d'État (incluant toutes les violences qui résultent d'une décision politique ou idéologique : guerres civiles, invasions, famines organisées, terrorisme).

#### Guerres

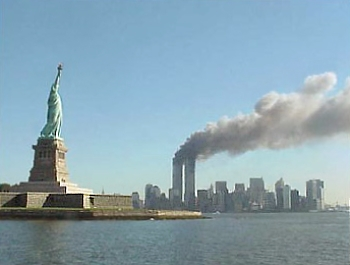
Le World Trade Center à New York pendant l'attaque terroriste du 11 septembre 2001.

Les attentats du 11 septembre 2001 ont profondément marqué l'Histoire. Ils ont déclenché une guerre contre le terrorisme, avec la guerre d'Afghanistan et la guerre d'Irak (2003-2009). Cette dernière a duré plus de 8 ans, et aurait tué plus de 500 000 civils. La guerre a causé la chute du régime de Saddam Hussein en 2003. Quant à la guerre d'Afghanistan, elle entraine un conflit armé au Nord-Ouest du Pakistan qui, après quelques combats qui commencent en 2004, s'intensifie réellement à partir de 2007 et 2009.
La deuxième guerre du Congo est terminée en 2003.
En 2008, un conflit armé oppose la Russie et la Géorgie, entrainant la reconnaissance de l'indépendance de Abkhazie et l'Ossétie du Sud par la Russie. La Russie a également mené d'autres conflits comme la seconde guerre de Tchétchénie (1999-2009) et la deuxième guerre d'Ossétie du Sud (2008)/
La guerre du Kivu en république démocratique du Congo oppose depuis 2004 les forces régulières de l'armée à des rebelles (Congrès national pour la défense du peuple).
À l'ouest du Soudan, la guerre du Darfour liée à des tensions ethniques aurait abouti au génocide de 300 000 personnes, et aurait fait des millions de déplacés et réfugiés depuis 2003. Les victimes ont fui le Darfour vers d'autres régions du Soudan ou le Tchad.
Au Népal, la monarchie est abolie en 2008 à l'issue d'une guerre civile de dix ans (1996-2006).
La guerre civile du Sri Lanka se termine en 2009 par la victoire des forces gouvernementales.

#### Terrorisme
Le terrorisme se mondialise.
Al-Qaïda ou des groupuscules islamistes indépendants revendiquent ou sont soupçonnés dans les attentats de Bali du 12 octobre 2002 le 12 octobre 2002, les attentats de Casablanca du 16 mai 2003, les attentats de Madrid du 11 mars 2004, les attentats du 7 juillet 2005 à Londres, les attentats de novembre 2003 à Istanbul, les attaques à Bombay du 26 au 29 novembre 2008 et de nombreux autres en Irak, en Algérie, au Pakistan, en Inde, en Palestine et Israël…
Deux prises d'otages ont par ailleurs marqué la décennie, la prise d'otages du théâtre de Moscou en octobre 2002 et la prise d'otages de Beslan en Ossétie-du-Nord-Alanie en septembre 2004. Ces deux prises d'otages ont impliqué des séparatistes tchétchènes. Elles se sont terminées par un assaut de l'armée russe.

#### Conflits
Le conflit israélo-palestinien se poursuit, avec la guerre de Gaza de 2008-2009. Le Hamas prend le contrôle de la bande de Gaza.
En 2002, la mort de 59 pèlerins hindous entraine des violences au Gujarat : plus de 2 000 personnes en majorité musulmanes sont tuées, 200 000 déplacées. En 2006, un rapport indique que le sort de la minorité musulmane s'est dégradé en Inde depuis l'indépendance.
Íngrid Betancourt, personnalité politique détenue durant 7 ans, représente en France l'ensemble des hommes et femmes retenues, enlevées ou tuées lors des conflits.[réf. nécessaire]

### Géopolitique

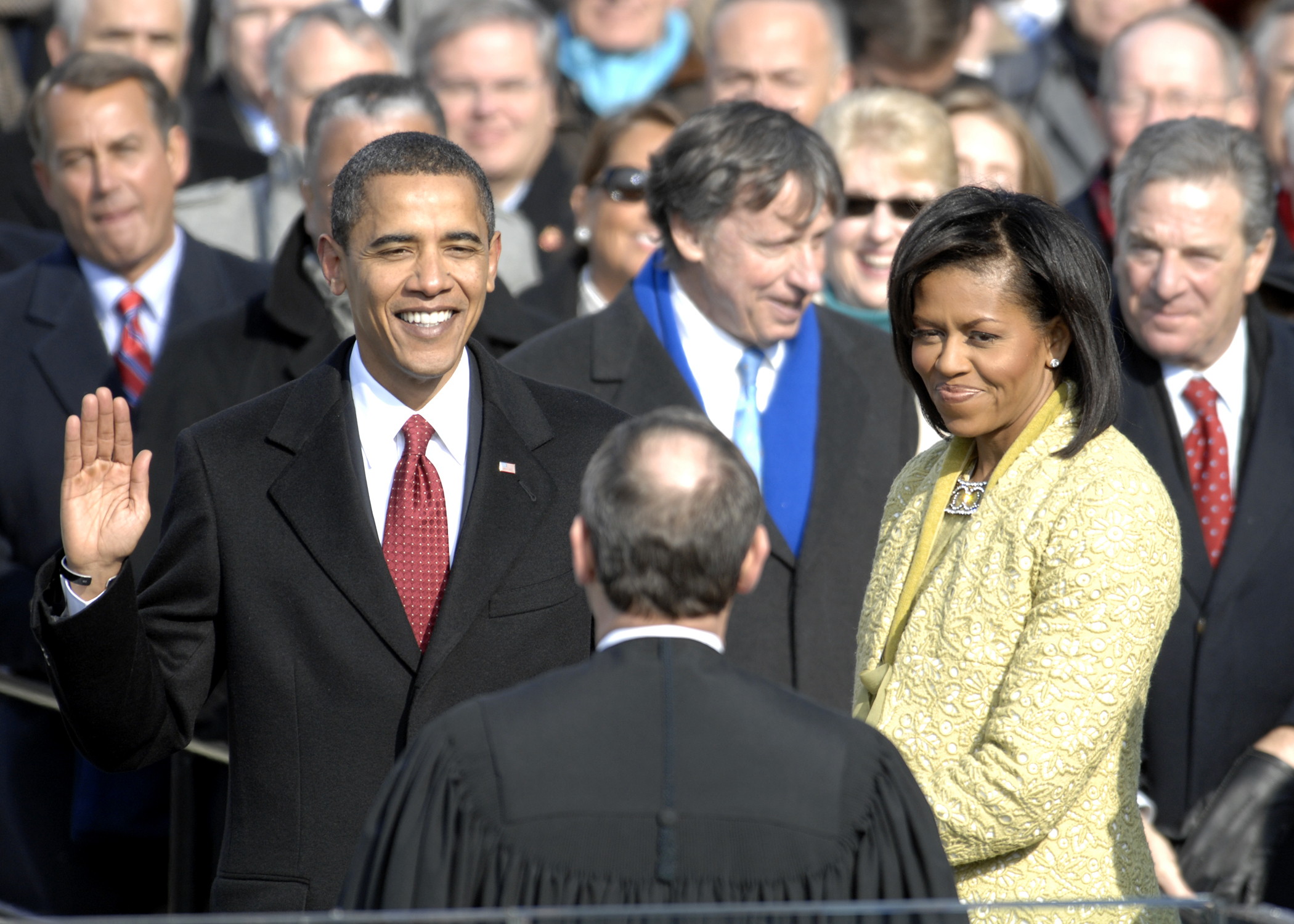
Barack Obama, le premier président métis des États-Unis d'Amérique, élu en 2008.

La scène internationale a été marquée par de nombreuses personnalités politiques : George W. Bush, président des États-Unis d'Amérique de 2001 à 2009, a réalisé un double mandat marqué par les attentats du 11 septembre 2001 à New York, son entrée en guerre contre l'Irak et l'Afghanistan et le basculement dans le sécuritarisme avec les « Patriot Act » I puis II . Vladimir Poutine domine la scène politique russe, en tant que président de la fédération de Russie jusqu'en 2008 puis du gouvernement depuis. On peut également nommer Nicolas Sarkozy en France, Tony Blair au Royaume-Uni, José María Aznar en Espagne, Hugo Chávez au Venezuela, qui résiste à un coup d’État en 2002, Hu Jintao en Chine, Silvio Berlusconi en Italie, Stephen Harper au Canada, Mahathir Mohamad au Malaisie…
Une évolution est perceptible vers plus de diversité au sein du milieu grandes personnalités politiques, avec par exemple l'élection du premier métis aux États-Unis d'Amérique comme président, Barack Obama, le 4 novembre 2008 ; la campagne électorale américaine a également laissé penser la possibilité d'une première femme présidente, avec la candidature d'Hillary Clinton. En Allemagne, Angela Merkel est la première femme chancelière fédérale. L'évolution des personnalités politiques se fait aussi vers une plus grande prise en compte de l'environnement.[non neutre] Al Gore incarne ce changement, et obtient le prix Nobel de la paix en 2007.
D'autres dirigeants s'illustrent par leur radicalisme, comme Mahmoud Ahmadinejad en Iran, Saddam Hussein en Irak ou George W. Bush aux États-Unis. Dans ce que W.Bush nomme la « Guerre contre le terrorisme », Oussama ben Laden revendique les attentats du 11 septembre 2001 et fut tué seulement dix ans plus tard. Les conflits et tensions se complexifient : l'Europe est divisée sur la participation au conflit irakien ; de nouveaux rapports de force entre l'Asie et l'Afrique émergent (achat de terres, piraterie, etc.) ; enfin, l'arrivée de Barack Obama marque un tournant dans la stratégie américaine (ouverture vers l'Iran, prise de recul en Israël, retrait des troupes en Irak), tout en conservant une politique militaire toujours aussi agressive, mais plus discrète avec la multiplication des attaques de drones.
L'Union Européenne s'élargit à 10 nouveaux pays en 2004. La Constitution européenne est rejetée par la France et par les Pays-Bas après un référendum (2005), mais le traité de Lisbonne qui la reprend dans les grandes lignes est adopté pour, officiellement « améliorer » les traités de Maastricht et de Nice sur le fonctionnement de l'Union européenne. Il entre en vigueur le 1er décembre 2009. La Belgique vit depuis 2007 une crise politique, avec la démission de son gouvernement en 2008, à la suite de l'affaire du Fortisgate.
Le G20 remplace le G8 (2009), marquant un tournant en lien avec la montée en puissance des grands pays asiatiques et notamment de la Chine, de la Corée du Sud et de l'Inde.
Sur le plan religieux, Jean-Paul II est décédé en 2005 et l'Allemand Ratzinger lui a succédé sous le nom de Benoît XVI. Le dalaï-lama Tenzin Gyatso est resté très présent sur la scène internationale durant la décennie, malgré son exil. En Malaisie, 22 ans au pouvoir et le départ à la retraite de Mahathir Mohamad, connu comme le père de la modernisation du pays, ont fait entrer le pays dans l'ère post-Mahathir.

### Économie

Impact de la crise financière sur les pays du monde.

Prix du pétrole aux États-Unis de 1999 à novembre 2008. Source : eia.doe.gov

Le PIB mondial a doublé en entre 1998 et 2010 passant de 33 725 635 millions de dollars internationaux à 74 004 249 millions de dollars internationaux.
La décennie est marquée par la forte croissance économique en Chine et en Inde. La Chine devient membre de l'Organisation mondiale du commerce au 1er janvier 2002. Avec un taux de croissance moyen annuel supérieur à 10 %, l'économie chinoise est parfois considérée en surchauffe ; les exportations sont très importantes, notamment vers les États-Unis.
L'euro devient la monnaie unique des membres de la zone euro (seize États membres), dans l'Union européenne en 2002. La parité euro / dollar est devenue un indicateur phare. En octobre 2000, l'euro est à son cours le plus bas jamais atteint avec 1 EUR = 0,825 2 USD, et en juillet 2008, son court le plus haut avec 1 EUR = 1,603 8 USD.
Le monde connait à partir de la fin de la décennie sa plus forte crise financière depuis 1929. La crise des subprimes et la Grande Récession de 2008 plongent de nombreux pays en récession, en raison de la mondialisation. L'impact se fait encore sentir dans la décennie suivante.

### Catastrophes naturelles
Séismes, ouragans, tornades, inondations, sécheresses : entre le 1er janvier 2001 et le 30 décembre 2010, 7 563 catastrophes naturelles ont été recensées sur l'ensemble de la planète, soit en moyenne 756 événements par an, selon Ubyrisk Consultants, cabinet d'étude spécialisé dans les risques naturels. 1 244 230 personnes ont trouvé la mort dans ces catastrophes.

#### Sécheresses
La corne de l'Afrique connaît quatre grandes sécheresses de 2000 à 2006. En 2000, plus de 13 millions de personnes sont affectées dans sept pays : l’Éthiopie, la plus touchée avec 10 millions de personnes, selon l'ONU, le Kenya, la Somalie, l’Érythrée, l'Ouganda, Djibouti et le Soudan.
En 2006, la sécheresse menace de famine 11 millions de personnes. Le nord du Kenya, le sud de l’Éthiopie et de la Somalie sont particulièrement touchés, les populations nomades ayant perdu jusqu'à 70 % de leurs troupeaux.

#### Séismes

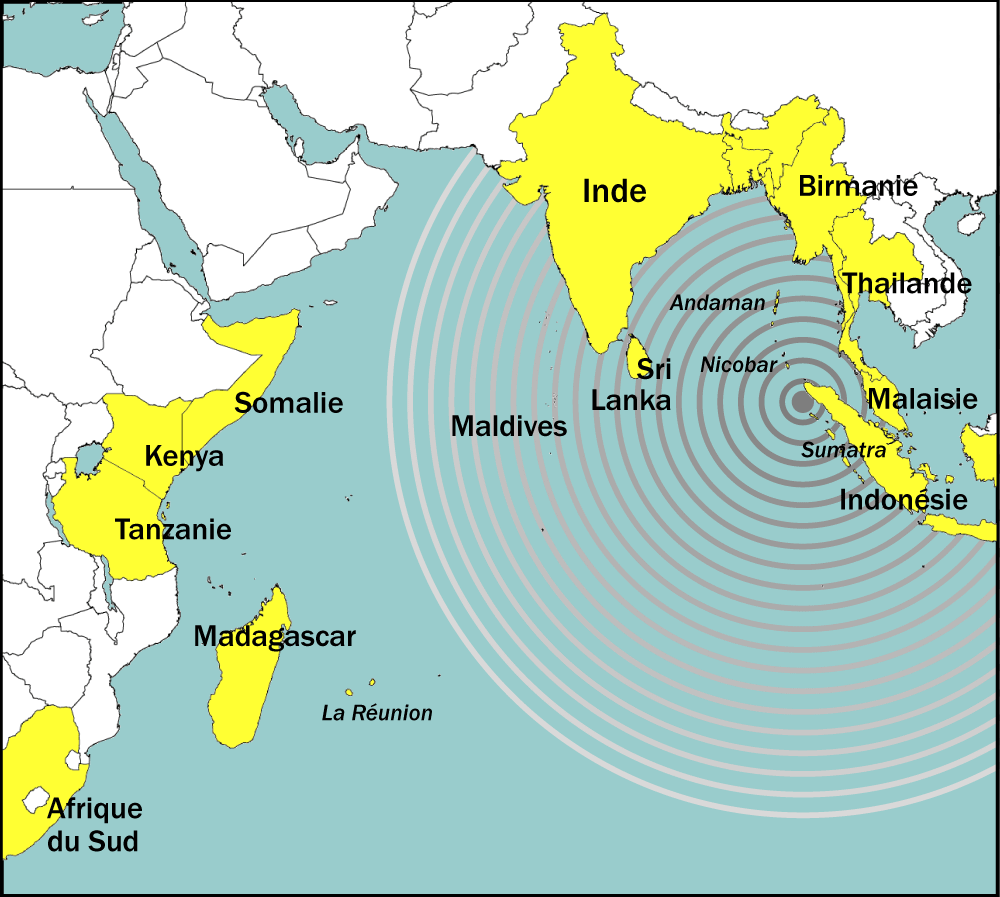
Pays ou territoires touchés par le tremblement de terre et le tsunami du 26 décembre 2004.

- Le 26 janvier 2001, un séisme en Inde et au Pakistan, d'une magnitude de 7,7 sur l'échelle de Richter, fit environ 15 000 victimes[6].
- Le séisme et tsunami de 2004 dans l'océan Indien toucha l'Indonésie, le Sri Lanka, l'Inde, la Thaïlande. Le séisme marin, d'une magnitude très importante de 9 sur l'échelle de Richter, fut suivi d'un raz-de-marée qui traversa l'océan Indien et fit plus de 220 000 victimes[6].
- Le tremblement de terre à Bam en Iran en 2003, le 26 décembre, était d'une magnitude de 6,3 sur l'échelle de Richter ; il fit plus de 26 000 victimes, et près de 1 milliard d'euros de dommages[6].
- Le 21 mai 2003, un séisme toucha la capitale d'Algérie (Alger) et le département de Boumerdès (Kabylie) ; d'une magnitude de 6,6 sur l'échelle de Richter ; il fit 2 278 morts et près de 5 milliards d'euros de dommages[6].
- Le 8 octobre 2005, un séisme d'une magnitude 7.6 au Cachemire (Pakistan) entraina la mort de près de cent mille personnes[7].
- En 2008, le séisme au Sichuan, en Chine, d'une magnitude de 7.9 - 8.3 sur l'échelle de Richter fait 70 000 tués, 18 000 disparus, 374 000 blessés[8].

#### Cyclones et ouragans

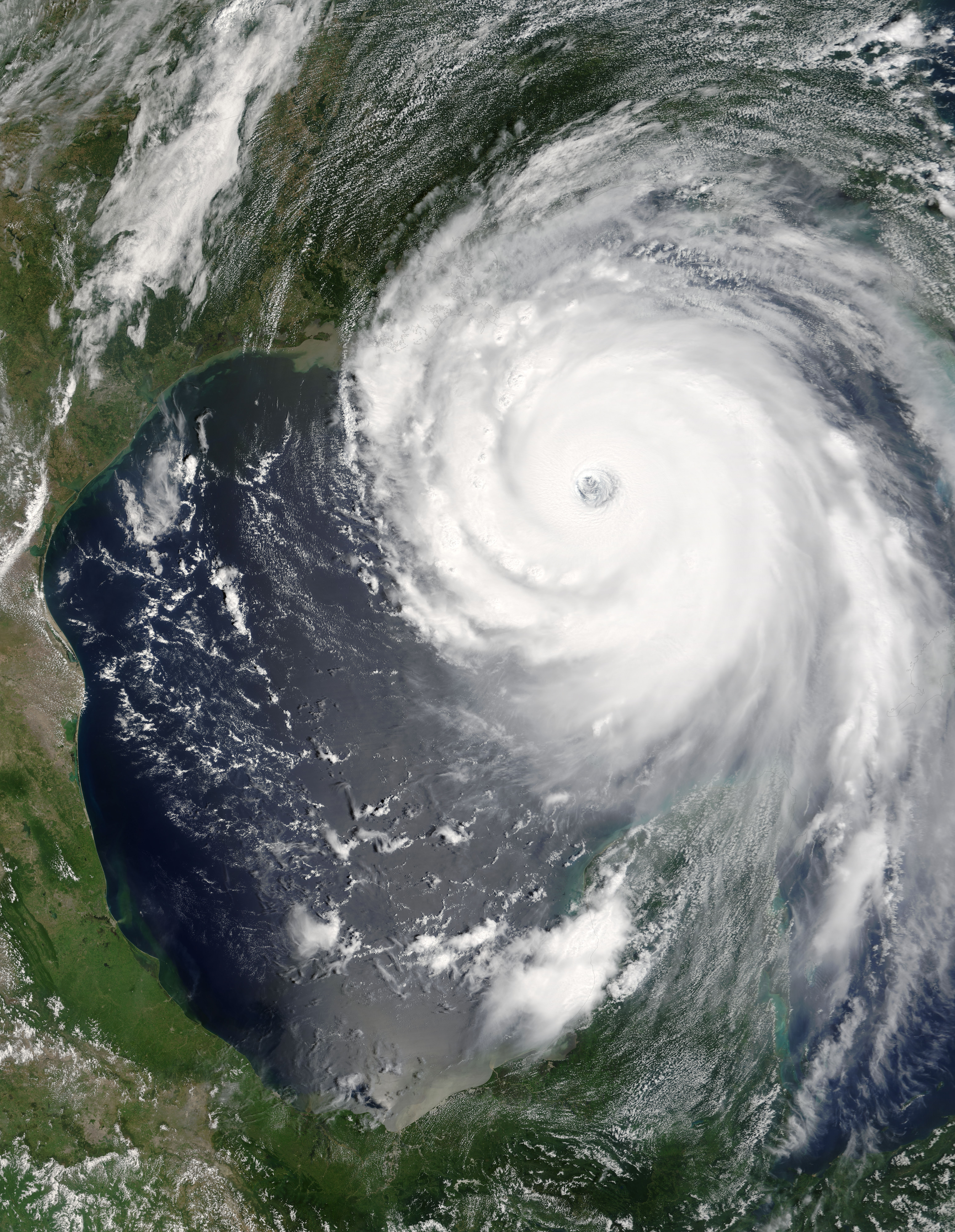
Vue de l'espace de l'ouragan Katrina arrivant sur les côtes nord-américaines.

- Les 10 et 11 septembre 2003, en Corée du Sud le Typhon Maemi, provoqua, avec des vents de plus de 216 km/h, la mort de 91 personnes et 5 milliards d'euros de dommages[6].
- Du 15 au 29 septembre 2004, le Cyclone Jeanne aux Caraïbes, fit plus de 2 000 morts en Haïti et en République dominicaine. Un million de personnes furent évacuées de la côte Est de la Floride[6].
- L'ouragan Katrina, en 2005, est l'un des ouragans les plus puissants de l'histoire des États-Unis. Il fit plus de 1 800 victimes et provoqua des dégâts considérables, estimés à plus de 100 milliards de dollars[6].
- Le cyclone Nargis est un cyclone qui a frappé la Birmanie le 2 mai 2008, faisant officiellement plus de 138 000 morts et disparus (84 537 morts et 53 836 disparus).

#### Pandémie et canicule
- Pandémie de grippe A (H1N1) (2009/2010).
- Du 1er au 20 août 2003, l'Europe occidentale et du Sud-Ouest connait une forte vague de chaleur, avec des températures de plus de 40 °C ; cette canicule fit environ 30 000 morts, dont 15 000 en France[6].

#### Inondations
- Du 9 au 17 juin 2001, aux États-Unis, une tempête tropicale provoqua des inondations et fit 47 morts, endommagea 20 000 habitations, et entraina 6,7 milliards d'euros de dommages[6].
- Du 7 au 26 août 2002, en Europe centrale, Allemagne, Autriche, République tchèque et Slovaquie, des inondations (débordements de l'Elbe, de la Vltava et du Danube) firent 52 morts et 28 milliards d'euros de dommages[6].
- Du 20 juin au 20 juillet 2003, en Chine, des inondations (débordement de la rivière Huai, affluent du Yangtsé) affectèrent 12 provinces et firent 16 morts. Trois millions de personnes furent évacués, 650 000 logements détruits, et les dommages furent évalués à 7 milliards d'euros[6].
- Les 25 et 26 mai 2004, à Haïti, en République dominicaine, des pluies torrentielles entraînèrent des inondations et firent plus de 2 000 morts[6].

## Enjeux sanitaires et sociaux

### Démographie
Selon les estimations des Nations unies, la population mondiale a continué de croître. Elle atteignait 6 milliards de personnes fin 1999 pour 6,8 milliards fin 2009. Cependant, plusieurs pays développés comme le Japon, la Russie ou l'Allemagne voient leur population diminuer.

### Enjeux sanitaires
Sur le plan sanitaire, une grande partie de la population mondiale reste dans des conditions très précaires, sans accès à l'eau potable ou à l'assainissement et avec une malnutrition ou une dénutrition fréquentes. En 2008, 35 pays sont concernés par des émeutes de la faim (crise alimentaire mondiale de 2007-2008). Les allergies et l'asthme se développent.

### Morts prématurées

Décès par traumatismes sur 100000 habitants en 2004.

- Aucune donnée
- < 25
- 25-50
- 50-75
- 75-100
- 100-125
- 125-150
- 150-175
- 175-200
- 200-225
- 225-250
- 250-275
- > 275

#### Causes multiples (génétiques, environnementales, anthropiques...)
Les prises de drogues, le tabagisme et la consommation d'alcool augmentent les risques de mort prématurée.
La malbouffe est remise en question et les pays développés luttent contre l'obésité.

#### Maladies et épidémies
- Environ 1 million de décès par tuberculose ont été constatés en 2006.
- Le nombre annuel de nouvelles infections du sida recule régulièrement grâce à l'amélioration de la disponibilité et de la couverture des interventions sanitaires[9].
- La mortalité liée au paludisme semble décroître depuis la fin des années 2000. Entre 2000 et 2013, le nombre d’infections au niveau mondial est passé de 227 à 198 millions et le nombre de décès en découlant de 882 000 à 584 000[11].
- En 2009, 221 226 cas de choléra dont 4 946 mortels, ont été déclarés à l’Organisation Mondiale de la Santé par 45 pays, appartenant à tous les continents à l’exception de l’Amérique centrale et de l’Amérique du Sud. Ces chiffres sont largement inférieurs à la réalité. L’Afrique est le continent le plus touché : les cas signalés représentent chaque année entre 95 et 99 % du total mondial. Au Bangladesh, entre 100 000 et 600 000 cas de choléra sont estimés par an, alors qu’aucun cas n’est notifié à l’OMS[12]...
- Plusieurs épidémies de maladie à virus Ebola provoquent la mort de plus de 500 personnes en Afrique au cours de la décennie (Ouganda, Gabon, république du Congo, Soudan, république démocratique du Congo).
- Après l'épisode de « vache folle » en 2003, une peur de la grippe aviaire apparait à la fin de la décennie ; H5N1 fait l'objet de surveillance chaque année du fait du trajet des oiseaux migrateurs. La possibilité de surgissement d'une pandémie (telle la crise H1N1 en 2009, autant médiatique que sanitaire) à l'échelle mondiale, amplifiée par les mouvements liés à la liberté de circulation par avion dans un monde globalisé, ont amené les États à définir des plans de crise en cas de pandémie : contention de la population à domicile, limitation des déplacements aux techniciens de maintenance des rouages essentiels.

#### Causes anthropiques et accidentelles
- Les traumatismes font plus de 5 millions de morts dans le monde chaque année : accidents de la route, accidents domestiques (chutes), suicides, catastrophes naturelles (voir paragraphe dédié), guerres, assassinats et violences dont exécutions... Sur les 5 millions de décès provoqués par des traumatismes en 2000, 1,2 million environ résultaient d’accidents de la circulation, 815 000 de suicides et 520 000 d’homicides[13].

## Environnement

### Biodiversité

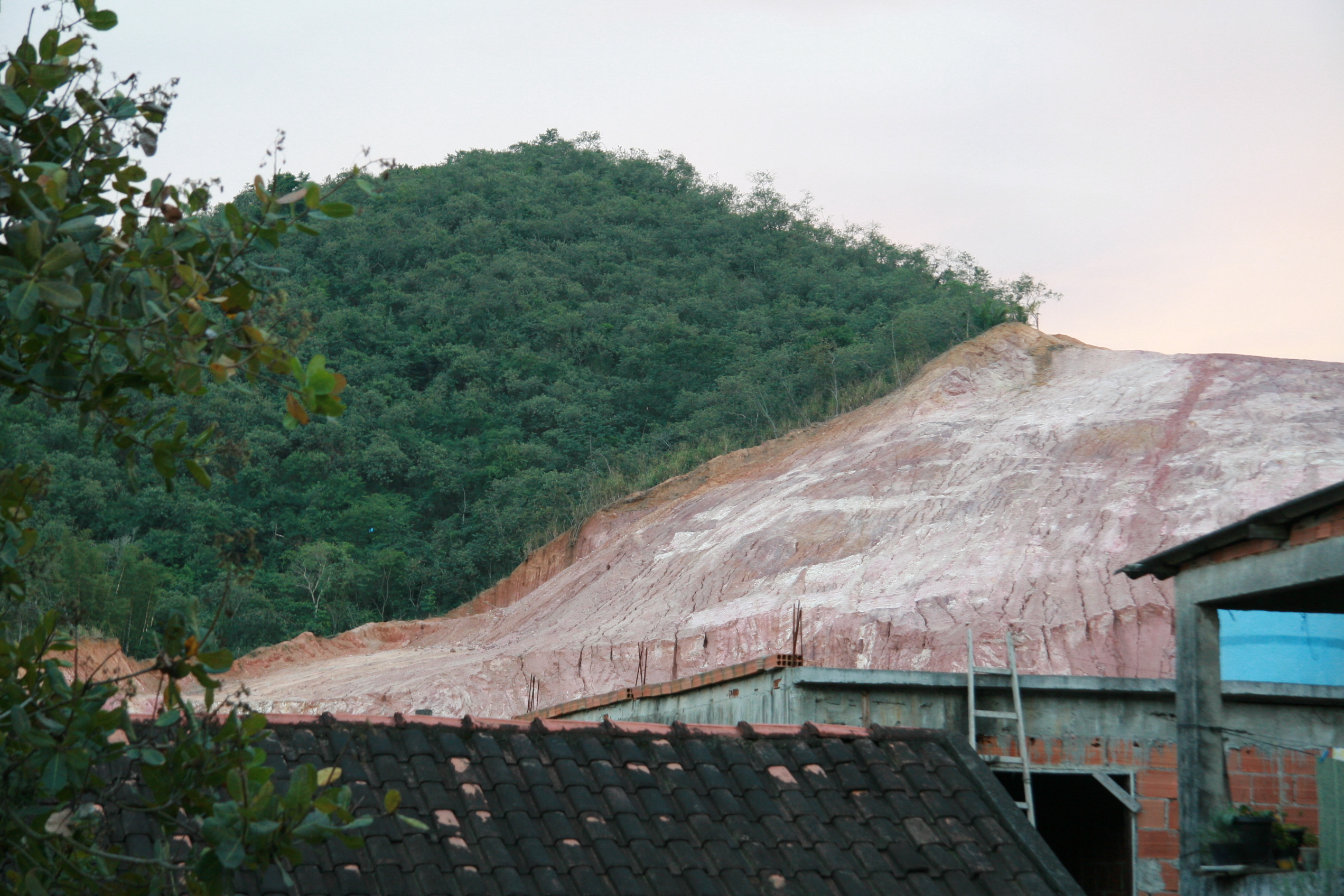
Déforestation à Rio de Janeiro - Brésil. C'est en Amérique du Sud que la déforestation est la plus importante dans la première moitié de la décennie.

En 2016, une étude du WWF (Fonds mondial pour la nature) indique que plus de la moitié des vertébrés ont disparu en 40 ans, de 1970 à 2012. Les milieux d’eau douce sont les plus affectés, avec un effondrement de 81 % sur la période, devant les espèces terrestres (− 38 %) et celles marines (− 36 %). Cette tendance est importante durant toute la décennie, en raison des pressions sur les habitats naturels (artificialisation, déforestation, pollutions, changement climatique, catastrophes naturelles), et des excès de prélèvements au milieu (braconnage, chasse, pêche).

### Pollution
La pollution de l'eau, de l'air et des sols reste très préoccupante partout dans le monde ; en Chine, des milliers de sites industriels engendrent des pollutions graves (métaux lourds...) ; l'agriculture est également touchée ; par exemple, 10 % de la production de riz chinoise est polluée par des métaux toxiques comme le cadmium.

### Climat
Cette décennie a été selon l'OMM « la plus chaude jamais observée sur tous les continents du globe » depuis qu'il existe des relevés météorologiques sur Terre (1850), avec 14,46 °C en moyenne à la surface du globe (terres et mers confondues) ; contre 14,25 °C la décennie 1991-2000 et 14,12 °C pour celle de 1981-1990), avec un « recul spectaculaire et constant de la banquise de l'Arctique ». En termes de conséquences d'extrêmes climatiques, cette décennie a subi une vague de chaleur en 2003 et en Russie en 2010 qui ont tué des milliers de personnes et favorisé de graves incendies de forêt. Elle a aussi connu des inondations majeures dont en Europe de l'Est (2001, 2005) et en Afrique (2007) ainsi qu'au Pakistan ou en Australie (2010).
Un record d'activité cyclonique a été enregistré en Atlantique Nord avec en 2005 l'ouragan Katrina qui est le plus couteux en termes humains (1 800 morts directs) puis en 2008, Nargis, un autre cyclone (tropical) qui a tué plus de 70 000 birmans.
Sur la décennie 2010, on observe 64 % d’augmentation du transport aérien, une déforestation en croissance de plus de 50 % et la consommation de viande qui progresse de plus de 11 %..

## Phénomènes de société
La mondialisation reste très active, mais de nouveaux critères sont demandés par le consommateur (agriculture biologique, commerce équitable, labels « verts »), notamment dans les pays développés. Les pays d'Asie du Sud-Est, en plein développement, connaissent une poussée d'intérêts. Le Moyen-Orient, mais surtout les Émirats arabes unis se sont grandement développés, malgré une nouvelle remise en cause du modèle américain et de l'American way of life (notamment du « tout-voiture »).
L'avènement de nouveaux médias (presse électronique, blogs, YouTube → web 2.0) fait concurrence aux médias traditionnels (télévision, journaux papiers). La télévision est marquée par le début de la téléréalité.
Deux personnalités sont à la base de l'explosion de l'informatique et du numérique : Bill Gates, fondateur de Microsoft, et Steve Jobs, cofondateur d'Apple et du studio d'animation Pixar.

## Inventions, découvertes, introductions

### Révolution du numérique
C'est probablement dans le monde du numérique que les plus grands changements de la décennie s'opèrent, enclenchant une révolution culturelle. L'usage d'Internet et de la haute vitesse (ADSL - Asymmetric Digital Subscriber Line) se vulgarisent. Les ordinateurs deviennent plus puissants, et le développement de bus USB 2.0 en 2000 et 3.0 en 2008, plus rapides, puis le développement de cartes SD ou du Wi-Fi, autorise la généralisation de nombreux outils en interaction avec l'ordinateur, comme l'appareil photo numérique, le baladeur numérique ou le livre numérique. La décennie est également marquée par l'avènement du Web 2.0, avec par exemple la création de l'encyclopédie Wikipédia en 2001, l'apparition de sites de vidéo en ligne comme YouTube et Dailymotion en 2005, le développement de sites de réseaux sociaux comme MySpace en 2003 et Facebook en 2004 puis Twitter en 2006, ainsi la réussite de l'entreprise informatique Google (moteur de recherche et logiciels).
Parallèlement à ces nouveaux outils de partage et d'utilisation de données numériques, la gestion numérique des droits (DRM) et la lutte contre le téléchargement illégal se développent, ainsi que les logiciels libres.
Le téléphone mobile se banalise également dans le monde, ainsi que la téléphonie illimitée. Les téléphones intelligents ou smartphones sont introduits en 2001, mais leur volume explose véritablement en 2007 avec l'arrivée de l'iPhone. En dix ans, le nombre de téléphones portables est passé de 500 millions à 4,6 milliards.
La télévision numérique terrestre (TNT) est lancée. Avec le développement d'Internet à haut débit, la télévision par câble se développe. Les écrans TV plats se généralisent et accentuent l'amélioration de la qualité de l'image liée au haut débit (images HD : haute définition). Sortis en 2000, les premiers écrans plats utilisaient la technologie plasma et coûtaient très cher. En 2008, la majorité des écrans plats étaient de type LCD, et coûtaient plus de quinze fois moins cher. Les écrans cathodiques ne représentaient plus que 3 % du marché. Le DVD se développe, et les médias centers sont introduits sur le marché.
À la suite du développement des systèmes d'information géographique (SIG), l'informatique personnelle (PDA, GPS, etc.) apparaît.
La révolution numérique, considérée comme la troisième révolution scientifique après celles enclenchées par les découvertes de Copernic, Darwin, conduit à l'ère de l'information. Les médias et le traitement de l'information évoluent, avec le développement des journaux, radios et télévisions numériques, ainsi que des blogs. La « blogosphère » se développe et permet à tous d'exprimer leur individualisme dans un monde « de masse ». Le monde devient plus interactif, artificiellement « vivant » ou « intelligent » (inventions de machines, électroménagers connectés).
Les équipements électriques et électroniques ont encore dans les années 2000 une durée de vie limitée. Leur composition est dangereuse (présence de métaux lourds qui peuvent entraîner des pollutions lors de la mise en décharge), leur croissance est rapide dans le monde. Leur production et leur utilisation nécessitent beaucoup de ressources (il fallait 240 kg de combustible fossile, 20 kg de produits chimique et 1,5 tonne d'eau pour produire un ordinateur et son écran) et leur recyclage reste limité. Les équipements et déchets électroniques de l'ère numérique deviennent donc un problème mondial pour la santé et l'environnement.

### Sciences naturelles
De nouvelles espèces d'oiseaux sont découvertes et décrites durant les premières années de la décennie. Des micro-organismes sont également découverts, dans la fosse des Mariannes, en 2005.
Les découvertes sur les enzymes comme la télomérase (identification de la structure 3D en 2000) laissent entrevoir des avancées dans la lutte contre le cancer. Différentes techniques permettent de détecter plus précocement les cancers.
La médecine progresse également dans la greffe d'organes (dont la greffe de visages).
Plusieurs recherches généalogiques (identification de restes humains tels que ceux de Copernic en 2008) et archéologiques (précisions sur le genre Homo notamment l'Homme de Néandertal) sont affinées.
La science avance également dans le domaine de l'astronomie. On découvre la présence d'eau gelée sur la Lune et sur Mars, et on détecte de nouvelles planètes extra-solaires (environ 300 en 2008).
En climatologie, on découvre que certains effets du réchauffement climatique ont été sous-estimés. Par exemple, la banquise fond plus rapidement qu'on ne le pensait jusqu'à présent.
En agriculture, les OGM (organismes génétiquement modifiés) se généralisent pour certaines plantes aux États-Unis. En 2000, 54 % des cultures de soja étaient rendues résistantes aux herbicides, et respectivement 19 % et 7 % des cultures de maïs résistantes aux insecticides et aux herbicides. En 2009, ces chiffres étaient de 91, 63 et 68 %.

### Géographie
La cartographie des mers et des océans se précise de plus en plus. Ainsi, en 2006, on découvre Empédocle, un énorme volcan sous-marin inactif au Sud-Ouest de la Sicile.

### Ingénierie
Les années 2000 voient la construction des plus grands édifices jamais réalisés (ponts, barrages, gratte-ciels...). Des réglementations thermiques se mettent en place, pour améliorer l'isolation et diminuer les consommations énergétiques des bâtiments neufs. L'écoconstruction se développe, avec une recherche sur des matériaux sains et / ou à faible énergie grise.

## Sport
Plusieurs hommes établissent des records historiques et marquent cette décennie sur le plan sportif : Roger Federer et Rafael Nadal en tennis, Michael Phelps en natation (notamment aux JO de Pékin), Zinédine Zidane au début de la décennie en football, Usain Bolt et Hicham El Guerrouj en athlétisme, Michael Schumacher, et Sébastien Loeb en course automobile. Lance Armstrong marque la décennie en cyclisme avant de se voir retirer tous ses titres pour dopage, le palmarès restant blanc.
Chez les femmes aussi avec : Serena Williams en tennis, Katie Ledecky en natation, Simone Biles en devenant la gymnaste la plus titrée de l'histoire des Jeux Olympiques, Almaz Ayana recordwoman du 10 000 mètres (JO de Rio).

### Jeux olympiques

#### Jeux olympiques d'été
- JO de Sydney de 2000
- JO d'Athènes de 2004
- JO de Pékin de 2008

#### Jeux olympiques d'hiver
- JO de Salt Lake City de 2002
- JO de Turin de 2006

### Football

#### Coupes du monde
- Le Brésil est champion du monde de football en 2002.
- L'Italie est championne du monde de football en 2006.

#### Coupes continentales
- La France gagne l'Euro 2000.
- Le Japon gagne la Coupe d'Asie des nations de football 2000 et 2004.
- Le Cameroun remporte la Coupe d'Afrique des nations de football 2000 et 2002.
- La Colombie gagne la Copa América 2001.
- La Grèce gagne l'Euro 2004.
- Le Brésil gagne la Copa América 2004 et 2007.
- La Tunisie remporte la Coupe d'Afrique des nations de football 2004.
- L'Égypte remporte la Coupe d'Afrique des nations de football 2006 et 2008.
- L'Irak remporte la Coupe d'Asie des nations de football 2007.
- L'Espagne gagne l'Euro 2008.

### Rugby
- L'Angleterre est championne du monde de rugby en 2003.
- L'Afrique du Sud est championne du monde de rugby en 2007.

## Culture

### Littérature
Elfriede Jelinek (Autriche) obtient le prix Nobel de littérature en 2004, Doris Lessing (Angleterre) en 2007, Herta Muller (Roumanie) en 2009.

### Musique
Pour la première fois depuis les années 1950, le domaine musical n'est plus régi par la création d'un nouveau genre majeur guide des tendances et des attirances. Les années 2000 sont donc marquées par le développement du rap qui deviendra le genre majeur de la pop dans la décennie suivante ainsi que par un retour général vers les succès d'antan, propice à plusieurs retours d'artistes tels que Madness, Carlos Santana, et par l'estompement progressif des barrières entre les genres : se banalisent les genres hybrides tels que l'electropop (Calvin Harris, Empire of the Sun), le rap rock (Street Sweeper Social Club) ou le rock électronique (Muse, Justice). La mort de Michael Jackson (25 juin 2009), chanteur et icône de la pop marque la fin de la décennie en musique.

### Cinéma
Les plus grands succès sont des films fantastiques, avec :
- Harry Potter, épisodes 1 à 6 sur 8 en 2001, 2002, 2004, 2005, 2007, 2009 ;
- Le Seigneur des anneaux de 2001 à 2003 (trilogie) ;
- Pirates des Caraïbes (2003, 2006 et 2007) ;
- Avatar fin 2009, avec un grand succès à sa sortie[26] ;
- Le Monde de Narnia en 2005 ;
- Twilight (chapitres 1 et 2 en 2008 et 2009).

Les super-héros ont également la part belle : Batman (Batman Begins en 2005 et The Dark Knight : Le Chevalier noir en 2008), Iron Man en 2008, Spider-Man (1, 2 et 3 en 2002, 2004, 2007) et les X-Men (X-Men, X-Men 2 et X-Men : L'Affrontement final en 2000, 2003 et 2006).
Les dessins animés restent de grands classiques, avec l'avènement des films d'animation (studio Pixar par exemple) : Le Monde de Nemo, Shrek (2001, 2004, 2007), L'Âge de glace 1, 2 et 3 (2002, 2006, 2009)... Par ailleurs, Hayao Miyazaki poursuit son succès avec Le Voyage de Chihiro en 2001, Le Château ambulant en 2004, Ponyo sur la falaise en 2008.
Certains films sont historiques ou inspirés de faits historiques : Gladiator en 2000, Hero en 2002, Hôtel Rwanda en 2005, La Vie des autres et Le vent se lève en 2006 ou encore 300 en 2007. Plusieurs sont des biographies de chanteurs, comme Ray en 2005, ou de sportifs, comme Ali en 2002. La musique perce également avec le film Les Choristes en 2004. En lien avec l'évolution de la société, plusieurs films sont engagés, dont Fahrenheit 9/11 en 2004, Good Night and Good Luck en 2005, Une vérité qui dérange en 2006.
Différents films sont inspirés de la vie quotidienne, par exemple Tanguy et Le Fabuleux Destin d'Amélie Poulain en 2001, L'Auberge espagnole en 2002, Volver en 2006, Slumdog Millionaire en 2008. Clint Eastwood a marqué par deux œuvres récompensées : Mystic river en 2003 et Million Dollar Baby en 2005.
Pendant la première moitié des années 2000, la commercialisation des DVD permet au cinéma indépendant de voir quelques-uns de ses films devenir cultes, malgré un maigre succès en salle. On peut citer Donnie Darko, American Psycho et Requiem for a Dream en 2000, Eternal Sunshine of the Spotless Mind en 2004, Brick en 2006. Par la suite, de nombreux acteurs comme Scott Adkins ou Jason Statham deviennent nos héros de la nouvelle génération.
Durant la deuxième moitié des années 2000, le cinéma indépendant trouvera son public en salles : Little Miss Sunshine (2006), Juno (2008) sont des succès inattendus.
À noter parmi les nombreux films comiques, la percée inattendue au box office français de Bienvenue chez les Ch'tis en 2008, et les adaptations internationales.
Les films en relief arrivent peu à peu dans les salles de cinéma à la fin de la décennie ; les spectateurs doivent se munir de lunettes spéciales pour la percevoir.

### Jeux vidéo
Les jeux vidéo avaient déjà connu dans les années 1990 un succès grandissant ; les années 2000 confirment cette tendance avec une ouverture encore plus grande au public grâce à la sixième génération, initiée en 1998 par la Dreamcast. Cependant, c'est la PlayStation 2 en 2000, qui donne l'accélération à cette révolution vidéoludique, et qui reste considérée comme la console la plus vendue de tous les temps (150 millions d'exemplaires vendus, loin devant la GameCube (20 millions) et la Xbox (9 millions)).
Puis, dans le cadre du passage à la septième génération, au milieu de la décennie, Microsoft et Sony passent à la haute définition, donnant naissance à la Xbox 360 en 2005, et la PlayStation 3 en 2006. Cependant, Nintendo se démarque en introduisant, toujours en 2006, un nouveau type de jouabilité avec la Wii et sa télécommande.
Le jeu vidéo connait désormais beaucoup de fidèles, et s'inscrit comme un des nombreux loisirs de masse, aux côtés du cinéma, de la télévision, du sport et de la musique. Beaucoup de grandes séries issues des années 1980-90 ou nouvelles seront hautement plébiscités par le public en général :
- Tekken
- Grand Theft Auto
- Call of Duty
- Battlefield
- Mario
- Halo
- Pokémon
- Resident Evil
- Gears of War
- BioShock
- Mario Kart
- Pro Evolution Soccer et FIFA
- The Legend of Zelda
- Final Fantasy
- Total War
- Ratchet et Clank
- Jak And Daxter

La liste est très longue, et le jeu vidéo finit par toucher tous les genres, et opère de plus en plus vers un rapprochement du cinéma à la fin de la décennie (adaptation systématique des blockbusters en jeu vidéo), et la nouvelle génération de consoles.
Avec l'avènement d'Internet et du haut débit, les jeux de rôle en ligne massivement multijoueurs (MMORPG en anglais) se développent, menés notamment par World of Warcraft avec 11,5 millions de comptes actifs dans différents continents fin 2008.

## Politiciens
- États-Unis : George W. Bush, Barack Obama
- Russie : Vladimir Poutine, Dmitri Medvedev
- République populaire de Chine : Jiang Zemin, Hu Jintao, Xi Jingping
- Royaume-Uni : Tony Blair, Gordon Brown
- France : Jacques Chirac, Nicolas Sarkozy
- Allemagne : Gerhard Schröder, Angela Merkel
- Canada : Paul Martin, Stephen Harper
- Italie : Silvio Berlusconi, Romano Prodi
- Espagne : José María Aznar, José Luis Rodríguez Zapatero
- Japon : Naoto Kan, Shinzō Abe
- Union européenne et  Portugal : José Manuel Durão Barroso
- Turquie : Recep Tayyip Erdoğan
- Tunisie : Zine El Abidine Ben Ali
- Israël : Ariel Sharon, Ehud Olmert, Benyamin Netanyahou
- Irak : Saddam Hussein
- Iran : Mahmoud Ahmadinejad
- Libye : Mouammar Kadhafi
- Autorité palestinienne : Yasser Arafat
- Brésil : Luiz Inácio Lula da Silva
- Venezuela : Hugo Chávez, Nicolas Maduro
- Cuba : Fidel Castro, Raúl Castro
- Corée du Nord : Kim Jong-il
- Vatican : Jean-Paul II, Benoît XVI
- Malaisie : Mahathir Mohamad, Abdullah Ahmad Badawi